# Justin Reiter
Justin Reiter (* 2. února 1981 Truckee) je bývalý americký snowboardista, v současnosti trenér snowboardistů.
Během své kariéry získal stříbrnou medaili v paralelním slalomu na Mistrovství světa ve snowboardingu v roce 2013 v Kanadě. Účastnil se Zimních olympijských her 2014 v Soči, kde byl jediným Američanem, který soutěžil na snowboardu v paralelním slalomu a paralelním obrovském slalomu. Ve Světovém poháru snowboardistů se dostal čtyřikrát na stupeň vítězů, včetně jednoho vítězství v Moskvě v roce 2015. V sezóně 2014-15 Světového poháru snowboardistů se v paralelním slalomu umístil celkově na třetím místě. V září 2017 oznámil ukončení sportovní kariéry. Poté se začal věnovat trénerské činnosti. Na Zimních olympijských hrách 2018 v Pchjongčchangu byl trenérem Ester Ledecké.